# Reskuporis II (astejski król Tracji)
Reskuporis II (gr.: Ραισκύπορις, Raiskúporis) (zm. 11 p.n.e.) – astejski król Tracji od 18 p.n.e. Syn Kotysa VII, sapejskiego króla Tracji.

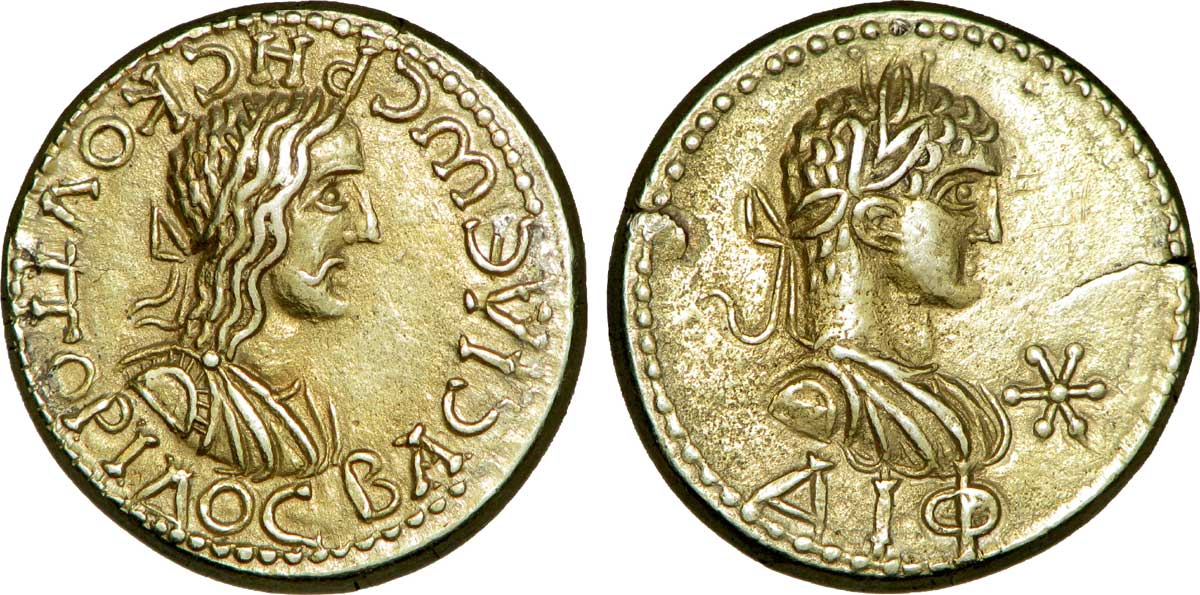
Reskuporis II

W 13 p.n.e. doszło do wielkiego powstania trackiego plemienia Bessów pod wodzą Wologaisosa przeciwko rządom Rzymu w Tracji. Był on kapłanem sanktuarium Dionizosa na górze Haimos. Powstańcy wygnali sapejskiego króla Tracji Remetalkesa I oraz usunęli z tronu Reskuporisa II. Stali się także zagrożeniem dla Macedonii. Rzymianin Pizon Pontifex przybył z Pamfilii z dużymi siłami wojska i walczył aż trzy lata, aby się uporać z powstańcami. W 11 p.n.e. zmarł Reskuporis II, który należał do dynastii astejsko-odryskiej. Nie pozostawił po sobie żadnego spadkobiercy. Remetalkes I został przywrócony na tron Tracji dzięki cesarzowi rzymskiemu Augustowi. Pozbawiony rywala z astejskiej linii dynastycznej, był królem całej Tracji sprzymierzonej z cesarstwem rzymskim.